# Doc Hastings
Richard Norman Hastings, detto Doc (Spokane, 7 febbraio 1941), è un politico statunitense, membro della Camera dei Rappresentanti per lo stato di Washington dal 1995 al 2015.

## Biografia
Nato a Spokane, Hastings lavorò per alcuni anni nella piccola imprenditoria e negli anni ottanta fu eletto alla Camera dei Rappresentanti di Washington come repubblicano.
Nel 1992 si candidò alla Camera dei Rappresentanti nazionale contro il democratico Jay Inslee, ma perse per soli due punti percentuali. Due anni dopo Hastings ritentò e stavolta batté Inslee per sei punti percentuali.
Nel 2014 Hastings annunciò il suo ritiro dalla Camera e lasciò il seggio dopo vent'anni di permanenza e dieci mandati consecutivi.
Ideologicamente Hastings si configura come conservatore.